# Engagement australien dans la guerre du Vietnam

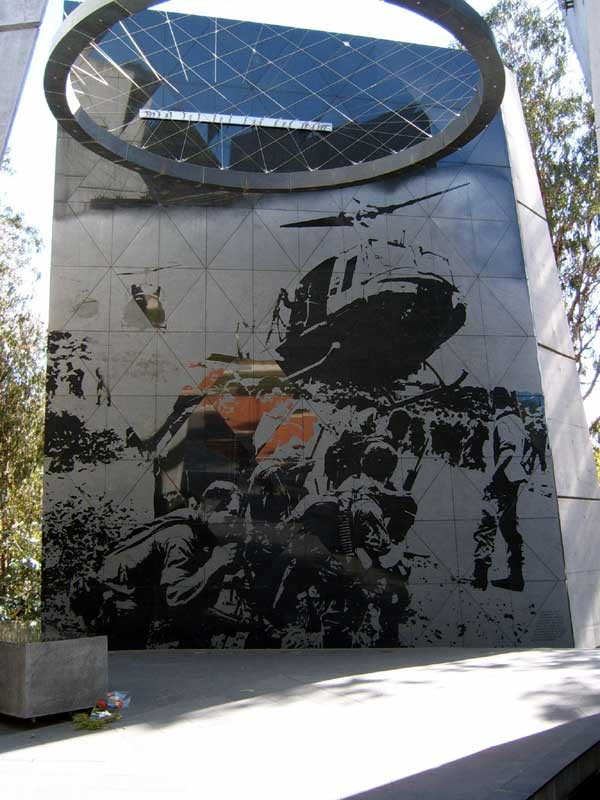
Le mur arrière du mémorial national aux forces du Viêt Nam à Canberra.

La guerre du Viêt Nam est un conflit qui a opposé la République démocratique du Viêt Nam (RDV ou Viêt Nam du Nord) et ses alliés à la République du Viêt Nam (RV ou Viêt Nam du Sud) et ses alliés. Les alliés de la RV étaient les États-Unis, la Corée du Sud, l‘Australie et la Nouvelle-Zélande. Des troupes de combat américaines sont impliquées à partir de 1965 jusqu'à leur retrait officiel en 1973. Les troupes australiennes et néo-zélandaises y participent de 1962 à 1973. L'Australie, alliée des États-Unis, en vertu des pactes de l'OTASE et de l'ANZUS, envoie des troupes au Viêt Nam et contribue matériellement à l'effort de guerre américain. À la fin de 1964, le gouvernement australien doit réintroduire la conscription pour les jeunes hommes âgés de 18 à 25 ans.
Le retrait des forces australiennes de la RV commence en novembre 1970, lorsque le 8e RAR achève son tour de service et n'est pas remplacé. Le retrait des troupes australiennes se poursuit et, le 11 janvier 1973, l'Australie annonce la fin de sa participation aux hostilités au Viêt Nam. Cependant, les troupes australiennes chargées de la protection de l'ambassade d'Australie restent sur place jusqu'au 1er juillet 1973, date à laquelle elles sont retirées. En avril 1975, au moment de la chute de Saïgon, elles sont redéployées brièvement pour permettre l'évacuation du personnel de l'ambassade.
La guerre prend fin le 30 avril 1975 avec la défaite et la capitulation du Sud-Vietnam.
Près de 60 000 Australiens ont participé au conflit : 521 ont été tués et plus de 3 000 blessés.

## La participation militaire de l'Australie

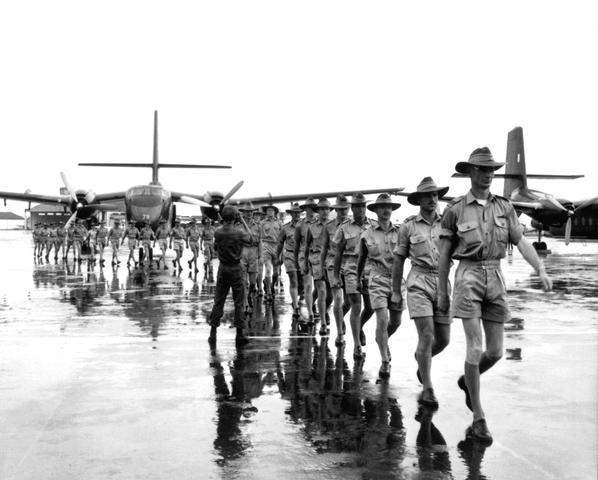
Militaires et avions de transport australiens arrivant en RV en août 1964.

### Les conseillers militaires australiens (1962-1972)
Après être intervenus dans la guerre civile en Malaisie, les forces militaires australiennes et néo-zélandaises avaient acquis une expérience précieuse de la guerre dans la jungle et des techniques de contre-insurrection. Selon l'historien Paul Ham, le secrétaire d'État américain Dean Rusk admit librement à la réunion de l'ANZUS à Canberra en mai 1962, que « les forces armées américaines savaient peu de choses sur la guerre dans la jungle ».
Au cours des années 1961 et 1962, Ngô Đình Diệm, Président de la République du Viêt Nam, demanda l'aide des États-Unis et de ses alliés du Sud pour améliorer la sécurité du Viêt Nam. Dans le même temps, les États-Unis lançaient le programme des "nombreux drapeaux" (Many Flags) dans l'espoir de contrer la propagande communiste qui déclarait que la république du Viêt Nam était un état fantoche à la solde des États-Unis et avec la ferme intention de faire participer le plus grand nombre de pays possible à cette aide. Le gouvernement australien répondit à la demande en envoyant 30 conseillers militaires, qui formèrent l'Australian Army Training Team Vietnam (AATTV), également connu sous le nom de « The Team » (l'équipe). L'Australie apporta une assistance militaire à la formation à la guerre dans la jungle des soldats vietnamiens avec cette équipe composée de soldats et de sous-officiers dirigés par le colonel Ted Serong, qui avaient beaucoup d'expérience de la guerre dans la jungle de par leur séjour en Malaisie. Leur arrivée au Viêt Nam du Sud en juillet et août 1962 a été le début de la participation de l'Australie à la guerre du Viêt Nam.
Les relations entre les conseillers militaires américains et australiens ont généralement été très cordiales. Toutefois, il y avait parfois d'importantes différences d'opinion sur la formation et les tactiques à employer. Par exemple, lorsque Ted Serong exprima des doutes quant à la valeur stratégique du programme américain hameau stratégique lors d'une réunion du groupe de contre-insurrection à Washington le 23 mai 1963, il s'attira une violente réplique du vice-amiral US Victor Krulak. Les essais du capitaine Barry Peterson de former un groupe armé avec des habitants anti-communistes des hautes terres centrales du Viet-Nam entre 1962 et 1964 mit en lumière un autre problème: la difficulté pour les fonctionnaires sud-vietnamiens d'accepter le succès d'une idée d'un étranger,.
L'adjudant australien Kevin Conway fut tué le 6 juillet 1964 aux côtés du sergent-chef américain Gabriel Alamo au cours d'une attaque Viet Cong sur le camp des forces spéciales de Dong Nam. Il fut le premier  australien tombé  au combat lors de la guerre du Viet-Nam.

### Augmentation de l'engagement australien (1965-1970)

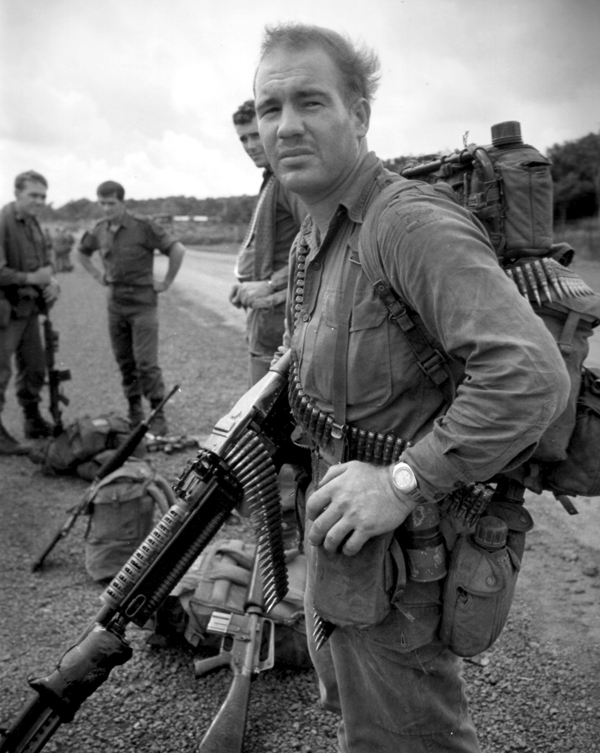
Soldat australien du Royal Australian Regiment au Sud-Vietnam armé d'une Saco M60.

En août 1964, l'armée de l'air australienne envoya un groupe d'avions de transport Caribou dans la ville portuaire de Vung Tau À la fin de 1964, il y avait près de 200 militaires australiens en République du Viêt Nam, dont une équipe chirurgicale et une du génie ainsi qu'une équipe AATTV renforcée.
En avril 1965, le premier ministre d'Australie Sir Robert Menzies annonça que le gouvernement avait reçu une demande du Viêt Nam du Sud d'assistance militaire. « Nous avons décidé ... en étroite consultation avec le Gouvernement des États-Unis .... de fournir un bataillon d'infanterie pour servir au Vietnam. » Il fit valoir que la victoire communiste au Vietnam du Sud serait une menace militaire directe sur l'Australie. « Il faut considérer [cette guerre] comme faisant partie d'une poussée de la Chine communiste entre les océans Indien et Pacifique, ajouta-t-il »,
À leur arrivée, les 600 soldats du 1er bataillon du Royal Australian Regiment (1 RAR) ont été associés à la 173e brigade aéroportée américaine et participèrent à plusieurs opérations dans la province de Bien Hoa en 1965. Toutefois, les militaires australiens et américains étaient convenus d'un futur déploiement des forces de combat australiennes dans une autre province qui leur serait propre. Cela permettait également à l'armée australienne de « se battre avec leur propre tactique de guerre », indépendamment des États-Unis. En avril 1966, le 1er groupement tactique australien (1 ATF) a été placé dans la province de Phuoc-Tuy et basé à Nui-Dat. Le 1 ATF était composé de deux (après 1967 de trois) bataillons, avec les divers services de soutien (le 1er groupe d'appui logistique australien) basé à Vũng Tàu. Un escadron de tanks Centurion y fut ajouté en décembre 1967. Le 1 ATF avait la responsabilité de la sécurité de la province de Phuoc Tuy, à l'exclusion des grandes villes.
Afin de renforcer les effectifs de l'armée en offrant un plus grand renouvellement des fantassins, le gouvernement australien introduisit la conscription avec le service militaire obligatoire à 20 ans, en novembre 1964, en dépit de l'opposition de l'Armée de terre et de beaucoup de catégories de la population. Par la suite, les hommes qui servirent dans le 1 ATF ne furent plus que des volontaires engagés.
Pour le groupement tactique australien, l'un de ses plus célèbres engagements dans la guerre du Viet-Nam fut la bataille de Long Tan, les 18 et 19 août 1966. Ce fut une victoire marquante pour l'Australie et elle est souvent citée comme exemple de l'importance de la combinaison et de coordination de l'infanterie, de l'artillerie, des blindés et de l'aviation.
À l'apogée de leur engagement, en 1969, l'Australie eut 7 672 militaires et la Nouvelle-Zélande, 552 au Viêt Nam. La Nouvelle-Zélande envoya d'abord un détachement du génie et une batterie d'artillerie, puis des forces spéciales. Les unités d'infanterie néo-zélandaises ont été intégrées dans des bataillons des RAR du 1 ATF après mars 1968. ces bataillons mixtes furent appelés « bataillons de l'ANZAC ».
Au total, 50 000 hommes de l'armée de terre, de l'aviation et de la marine australienne ont servi au Viêt Nam, entre 1962 et 1972. 520 sont morts des suites de la guerre et près de 2 400 ont été blessés. 19 450 conscrits ont servi de 1965 à 1972, ayant 202 tués et 1 279 blessés. Des femmes australiennes membres de l'armée et des services de santé ont servi au Viêt Nam dans le 1er hôpital de campagne et sur les vols d'évacuation médicale.

### Tactiques australiennes de lutte contre l'insurrection

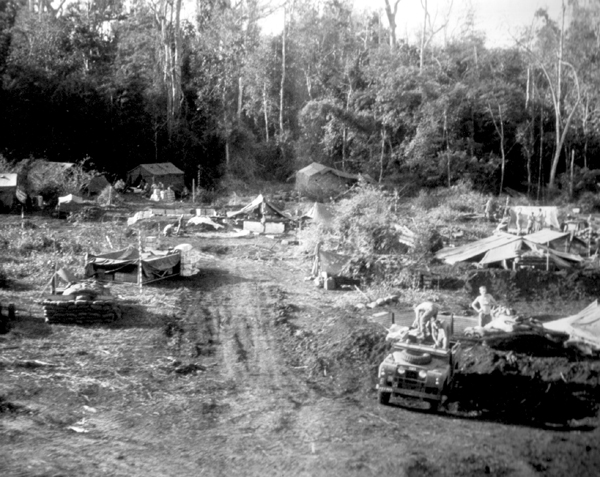
Quartiers d'une Fire Support Base australienne.

L'historien Albert Palazzo observa que, lorsque les Australiens entrèrent en guerre au Viêt Nam, ils le firent avec leurs propres « concepts de la guerre… bien mesurés » et ils furent souvent différents ou contradictoires de ceux des américains. Les tactiques du 1 ATF d'infanterie légère telles que des patrouilles pénétrant dans les villages sans les détruire (en vue de convertir éventuellement les habitants à leurs idées), sans guet-apens ni embuscades suscitaient les critiques de certains commandants américains. Le général William Westmoreland se serait plaint au général Tim Vincent que le 1 ATF « n'était pas assez agressif ». En comparaison, les forces américaines cherchaient à débusquer l'ennemi et obtenir de rapides et décisives victoires en « détruisant de façon éhontée la végétation » et en ayant recours à des « tirs massifs. » . Les Australiens reconnurent qu'ils avaient beaucoup à apprendre de l'armée américaine sur les assauts héliportés et l'utilisation simultanée des blindés et de l'infanterie lors des assauts. Pourtant, les compteurs de succès américains, les Body count - ont été apparemment faits avec mépris pour le 1 ATF et de nombreux bataillons.
En 1966, le journaliste Gerald Stone décrivit ainsi les tactiques utilisées par les soldats australiens nouvellement arrivés au Viêt Nam :

« Le bataillon australien a été décrit ... comme la force de combat la plus sûre au Viêt Nam ... On estime largement que les Australiens se sont montrés capables de donner la chasse à la guérilla sans s'exposer à des embuscades meurtrières qui ont coûté tant de morts aux Américains ... »

« Les patrouilles australiennes évitaient soigneusement pistes et clairières ... traçant soigneusement leur chemin en silence dans des bosquets de bambou et les feuillages enchevêtrés.... C'est une expérience frustrante de faire de la randonnée à travers la jungle avec les soldats australiens. Les patrouilles ont mis plus de six heures pour avancer d'un kilomètre. Elles faisaient quelques pas, s'arrêtaient un moment, écoutaient puis avançaient à nouveau. »

Revenant sur dix années de reportage sur la guerre du Viêt Nam et du Cambodge, le journaliste Neil Davis a déclaré en 1983: « J'ai été très fier des troupes australiennes. Elles étaient très professionnelles, très bien formées et elles se sont battues contre les gens qu'elles devaient combattre; les Viet Congs. Elles ont essayé de ne pas impliquer les civils dans la guerre et, en général, il y a eu moins de pertes collatérales avec les Australiens. ». Un autre point de vue sur les interventions australiennes a été celui fourni par David Hackworth, le militaire américain le plus décoré du Viêt Nam : « Les Australiens utilisaient des escouades pour débusquer l'ennemi... et appelaient des renforts pour faire les combats ; ils étaient persuadés qu'un peloton sur un champ de bataille pouvait faire quelque chose. ».
Pour certains dirigeants du Viet Cong il ne fait aucun doute que l'approche australienne de la guerre dans la jungle a été efficace. Un ancien chef du Viet Cong aurait dit: « Les Australiens ont été pires que les Américains. La technique américaine était de nous retrouver, puis d'appeler les avions et l'artillerie. Notre réponse était de rompre le contact et de disparaître si nous le pouvions… Les Australiens ont été plus patients que les Américains, ils étaient de meilleurs guérilleros, meilleurs dans les embuscades. Ils préféraient rester au contact au lieu d'appeler les avions. Nous avions plus peur de leur style ». Toutefois, en tant que partenaire mineur, les Australiens ont eu peu de possibilité d'influer sur la stratégie des États-Unis dans la guerre. « Le concept américain » -sur la façon de mener la guerre- « est resté incontesté et il l'a emporté presque par défaut. » .
Cependant, les tactiques utilisées par l'armée australienne au Viêt Nam n'ont pas été couronnées de succès. Comme les américaines, les tactiques australiennes étaient axées sur la recherche des forces communistes pour engager le combat et, généralement, les communistes étaient en mesure de se soustraire aux forces australiennes lorsque les conditions devenaient défavorables. En outre, les Australiens n'ont pas consacré de ressources suffisantes pour perturber l'infrastructure logistique qui appuyait les forces communistes dans la province de Phuoc Tuy et le soutien populaire pour les communistes est resté fort. Après que le 1 ATF s'est retiré en 1971, l'insurrection dans la province de Phuoc Tuy s'est rapidement élargie

### Retrait des forces australiennes
On peut considérer que le retrait australien a effectivement commencé à partir de novembre 1970, la première fois où une unité australienne est rentrée au pays sans être remplacée. Les forces de combat australiennes ont été réduites au cours de 1971. Le 18 août 1971, l'Australie et la Nouvelle-Zélande ont décidé de retirer leurs troupes du Viêt Nam. Toutefois, les conseillers militaires ont continué de former des troupes vietnamiennes jusqu'à l'annonce par le nouveau gouvernement travailliste australien de Gough Whitlam que les conseillers seraient retirés avant le 18 décembre 1972. Ce n'est que le 11 janvier 1973 que le gouverneur général, Paul Hasluck, annonça la cessation des opérations de combat contre les Vietnamiens. Cependant, des troupes australiennes sont restées pour garder l'ambassade d'Australie à Saïgon jusqu'au 1er juillet 1973. Avec le retrait du Viêt Nam en 1973, les forces armées australiennes n'ont plus été impliquées dans un conflit quelque part dans le monde pour la première fois depuis le début de la Seconde Guerre mondiale en 1939.

## Manifestations contre la guerre
En Australie, l'opposition à la guerre était au début très limitée, bien que le parti travailliste (dans l'opposition pendant la majorité de cette période) résistait furieusement à la conscription. Cependant, le mouvement anti-guerre augmenta rapidement à la fin des années 1960 alors que de plus en plus de soldats australiens étaient tués au combat. L'introduction de la conscription pendant la guerre par le gouvernement australien énerva aussi du monde, et des groupes de personnes refusèrent l'appel au service militaire (ce qui était passible de peines de prisons) en brulant les lettres leur annonçant leur incorporation. Le malaise grandissant à propos du nombre de morts fut accru par une suite d'arrestations médiatisées d'objecteurs de conscience, et exacerbée par les révélations choquantes des atrocités commises contre des civils vietnamiens, menant à une augmentation rapide de l'opposition nationale à la guerre entre 1967 et 1970.
Le 8 mai 1970, des marches du moratoire furent organisées dans les principales villes d'Australie pour coïncider avec les marches américaines. La manifestation de Melbourne, menée par le futur vice-premier ministre Jim Cairns fut estimée à 100 000 personnes. Dans toute l'Australie, on estime que 200 000 personnes furent impliquées.

## Vies sociales et traitements des vétérans

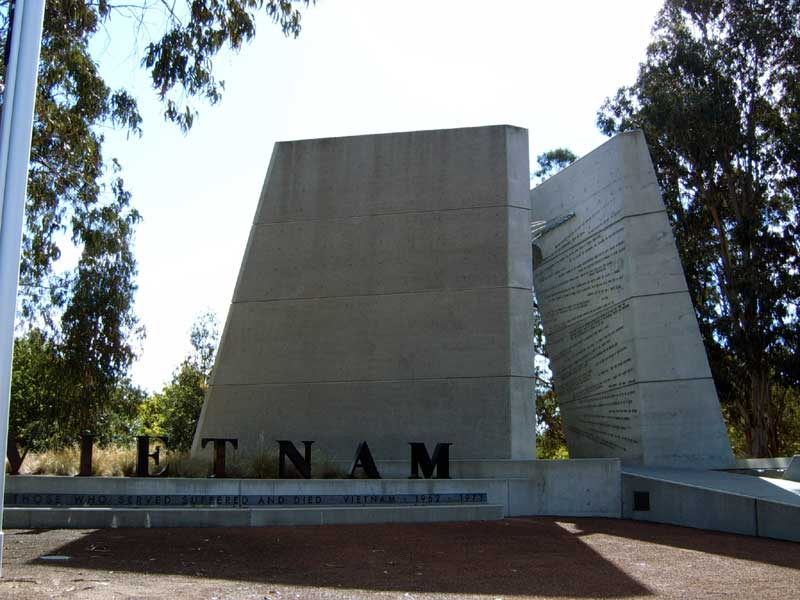
Le mémorial des forces nationales du Viêt Nam de Canberra.

Faire son service militaire à la guerre n'était pas populaire, et son opposition généra une discrimination des vétérans dans certains milieux. Dans les années qui suivirent la guerre, certains vétérans du Viêt Nam subirent une exclusion sociale et des problèmes pour se réajuster à la société.
Comme l'engagement de chaque soldat pendant la guerre du Viêt Nam était limité à un an (bien que certains choisirent de rempiler pour une deuxième voire une troisième année), le nombre de soldats souffrant de trouble de stress post-traumatique fut probablement plus limité que ce à quoi on aurait pu s'attendre.
Des vétérans de la seconde guerre mondiale ont de vues très critiques des vétérans de la guerre du Viêt Nam, en conséquence de quoi beaucoup de vétérans australiens de la guerre du Viêt Nam furent exclus des parades de l'ANZAC Day durant les années 1970 parce que les soldats des guerres précédentes considéraient qu'ils n'avaient pas combattus dans une « vraie guerre », une considération qui fit du mal à beaucoup de vétérans du vietnam. À la fin, cependant, les vétérans du Viêt Nam furent honorés par une parade « Bienvenue à la maison » à Sydney le 3 octobre 1987 ; ce fut là qu'une campagne pour un mémorial du Viêt Nam commença.
Le Mémorial national aux forces du Viet Nam de Canberra situé sur l'ANZAC Parade à Canberra, fut inauguré le 3 octobre 1992.

## Historique
| 1950 | - Le Viêt Nam du nord mené par Hô Chi Minh est reconnue par la Chine et l'URSS, mais l'Australie soutient le gouvernement francophone de l'empereur Bảo Đại. |
| 1957 | - Septembre : Le président du Sud Viêt Nam, Ngô Đình Diệm visite l'Australie et le premier ministre australien, Robert Menzies, renouvelle son soutien. |
| 1962 | - 24 mai - Le Ministre de la Défense, Athol Townley (en), annonce son intention d'envoyer 30 conseillers militaires au Sud Viêt Nam. - 3 août - Les premiers membres de l'équipe d'entrainement de l'armée australienne pour le Viêt Nam arrivent sur place. |
| 1963 | - 1er juin - Le sergent conseiller William Hacking devient le premier australien à mourir au Viêt Nam quand son arme tire accidentellement après avoir été prise dans de la végétation. - 22 novembre - Lyndon B. Johnson devient président des États-Unis après l'assassinat de John F. Kennedy. Johnson annonce que les États-Unis continueront à appuyer le Sud Viêt Nam. À la fin de 1963, 15 000 conseillers américains sont au Viêt Nam, les États-Unis lui ayant donné 500 millions de dollars d'aide cette année. |
| 1964 | - 8 juin - Le ministre de la défense annonce que l'équipe d'entrainement du Viêt Nam est élargie à 83 conseillers et que leur rôle est étendu. - 6 juillet - Kevin Conway, un conseiller AATV, meurt au combat, la première victime australienne de la guerre. - 14 août - Six avions Caribou sont fournis par la Royal Australian Air Force, les vols de transport vietnamiens de la RAAF sont plus tard renommés l'escadron n°35 de la RAAF. - 10 novembre - Un service militaire sélectif est institué pour les hommes de 20 ans par le National Service Act (1964) (en). - 18 décembre - En réponse à une demande du président américain et du premier ministre du Sud Viêt Nam de 200 conseillers supplémentaires, le gouvernement australien offre d'envoyer de l'infanterie au Sud Viêt Nam.                                  |
| 1965 | - 29 avril - Le premier ministre annonce l'envoi d'un bataillon d'infanterie au Sud Viêt Nam, avec des véhicules de transport blindés, un peloton de signalisation, et une compagnie de soutien logistique. - 27 mai - Le premier bataillon du régiment australien (en) part pour le Viêt Nam à bord du HMAS Sydney. - 8 juin - le HMAS Sydney arrive à Vũng Tàu, au Sud Viêt Nam, avec le gros des forces australiennes. - 13 novembre - Kevin Arthur Wheatley (en) meurt en défendant un camarade blessé. Il reçoit la Victoria Cross pour son courage. |
| 1966 | - Juin - Le premier ministre, Harold Holt, visite les États-Unis pour discuter de la guerre avec le président Lyndon B. Johnson. Holt confirme le soutien entier de la politique vietnamienne des États-Unis, et dans un discours le 30 juin, adopte le slogan « All the way with LBJ » (tous avec LBJ). - 18 août - Bataille de Long Tan, une victoire décisive australienne de la compagnie D du 6eme bataillon du régiment australien (en). La compagnie reçoit une Presidential Unit Citation (Vietnam) (en). - Octobre - Le président américain visite l'Australie. Des manifestations font rage dans les rues de Sydney et Melbourne. |
| 1967 | - 7 avril - Peter John Badcoe (en) meurt en menant sa compagnie contre un puissant opposant. Il est récompensé par la Victoria Cross pour sa bravoure, son courage évident, et son charisme en plusieurs occasions. |
| 1968 | - 30 janvier - Offensive du Tết lancée par le Viet Cong. Celle-ci dure jusqu'au 8 juin 1969. - 12 février - Le premier ministre, John Gorton, annonce que l'Australie n'augmente pas son engagement au Viêt Nam. - Mai - Le National Service Act est amendé pour imposer deux ans de prison aux objecteurs de conscience. - 12 mai - La bataille de Coral–Balmoral est l'affrontement australien au Viêt Nam le plus sanglant : 25 soldats sont tués et 99 blessés pendant le siège de la base. - 14 octobre - John Zarb (en) est la première personne à être reconnue coupable d'insoumission. Il est jugé à Melbourne et condamné à 2 ans de prison, ayant perdu son appel devant la Haute Cour le 25 novembre 1968. Il est relâché par sympathie en août 1969 après avoir purgé 10 mois et 7 jours à la prison de Pentridge (en). |
| 1969 | - 6 mai - Dans la province de Kon Tum, au Viêt Nam, le sous-officier Rayene Stewart Simpson (en) sauve un autre sous-officier et lance une attaque sans succès sur une puissante position ennemie. Le 11 mai, il se bat en nombre très défavorable pour couvrir l'évacuation de plusieurs blessés. Il reçoit la Victoria Cross pour sa bravoure en face de l'ennemi. - 24 mai - À Ben Het (en), dans la province de Kon Tum, le sous-officier Keith Payne (en) fait preuve d'un courage et charisme exemplaire pour sauver la vie des hommes sous son commandement, les mettant en sureté dans des circonstances très difficiles après une attaque par un ennemi supérieur en nombre. Il reçoit la Victoria Cross. |
| 1970 | - 8 mai - Premières manifestations du moratorium: 120 000 personnes défilent dans des villes australiennes pour exiger la fin de l'implication australienne dans cette guerre; 70 000 protestants à Melbourne, quelques estimations donnent 1 000 000 de personnes descendant Bourke Street (en), à Melbourne. - 18 septembre - Secondes manifestations: 100 000 personnes défilent dans les villes australiennes, plus de 300 sont arrêtées. |
| 1971 | - 30 juin - Troisième et dernière grande manifestation en Australie : 110 000 manifestants dans les villes australiennes. |
| 1972 | - 24 avril - L'incident des menottes de Michael Matteson: environ mille étudiants de l'université de Sydney libèrent l'objecteur de conscience Michael Matteson (en). - 2 décembre - Le gouvernement travailliste de Gough Whitlam est élu. L'Australie se retire du Viêt Nam. |

## L'arsenal du contingent australien
- Owen Mk 1 - L1A1 - M16 (fusil) - L2A3 - SMG F1 - Saco M60 - Howitzer 105 mm M2A1 - Land Rover - M113 - Centurion (char)
- Hélicoptères : - Bell OH-13 Sioux surnommé Possum par les Australiens - Bell UH-1 Huey -
- Avions : CAC Sabre Mk.36 (F-86)  - Canberra B.Mk20 (B-57) - DH-4 Caribou

### Articles connexes

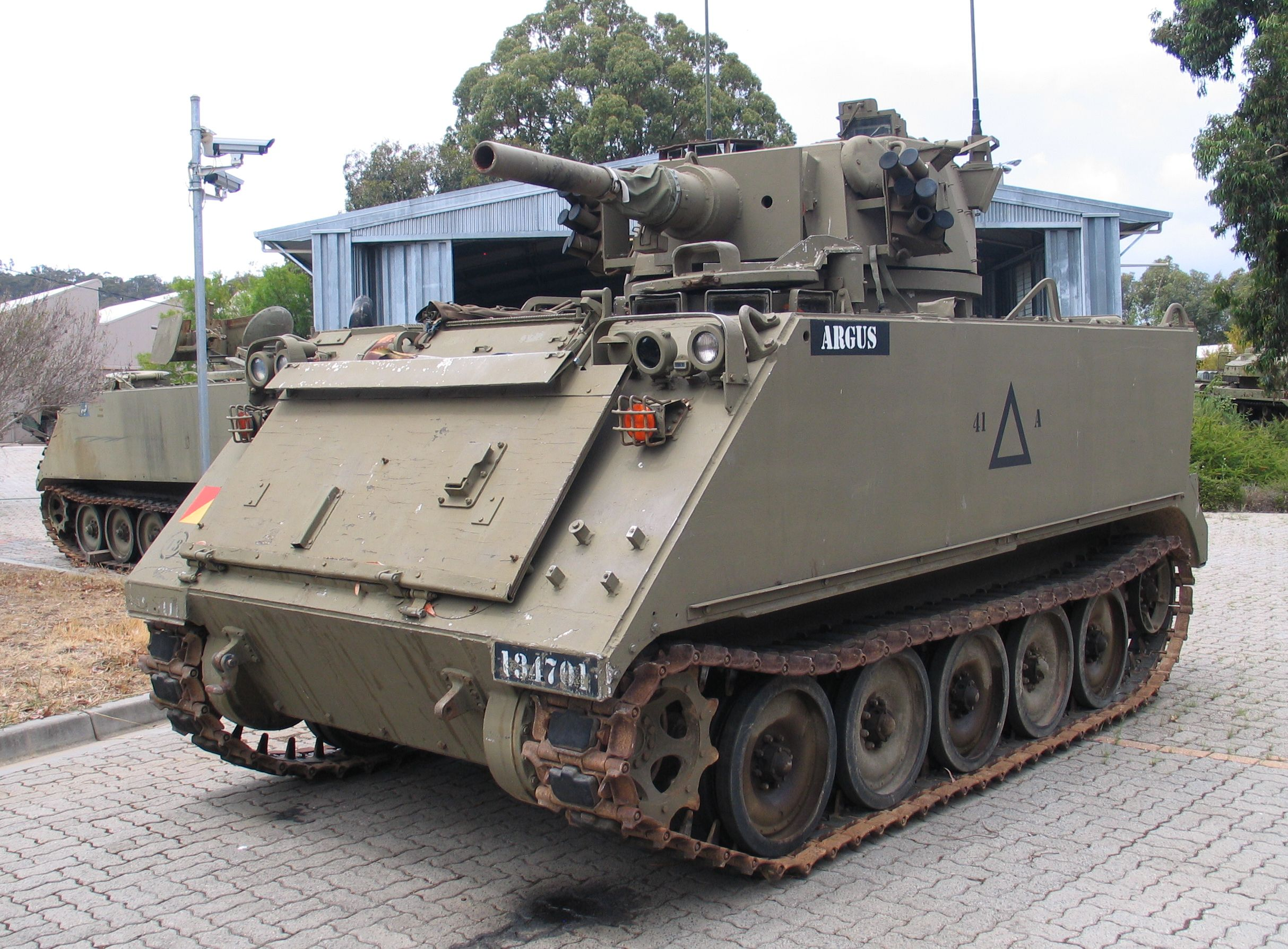
Un M113 Fire Support Vehicule. Équipé d'une tourelle de véhicule de reconnaissance britannique Saladin armée d'un canon de 76mm, ce véhicule de combat a été utilisé au Viêt Nam par le contingent australien.